# Хофман, Ганс
Ганс Хофман (нем. Hans Hofmann; род. 10 июля 1933 года, Гамбург) — военно-морской деятель ГДР, в 1975—1989 годах начальник тыловой службы и заместитель командующего Фольксмарине ГДР, вице-адмирал (1986 год).

## Биография
Из рабочей семьи. После окончания восьмиклассной школы в 1948—1950 годах учился на чертёжника. 15 октября 1950 года вступил в ряды Морской Народной полиции, предшественницы ВМС ГДР. В 1950—1951 годах был курсантом Школы морской полиции в Парове (Seepolizeischule Parow). В 1952—1954 годах был командирован на специальные военно-морские курсы в Советский Союз. В 1954—1956 годах служил артиллерийским офицером в береговом районе Зассниц (Küstenabschnitt Sassnitz). В 1956—1958 годах служил артиллерийским офицером на ВМБ Восток, преобразованной 15 ноября 1956 года в 1-ю флотилию ВМС ГДР. В 1957 году вступил в СЕПГ. В 1961—1962 годах служил начальником штаба во 2-м дивизионе минных заградителей и тральщиков (2-м минном дивизионе) в 4-й флотилии Фольксмарине. В 1963—1964 годах проходил обучение в Военной Академии ННА имени Фридриха Энгельса. После её окончания до 1970 года служил заместителем командира и начальником штаба 1-й флотилии Фольксмарине. С 1 сентября 1970 по 30 ноября 1974 годах фрегатен-капитан Хофман сам командовал 1-й флотилией. 1 марта 1975 года ему было присвоено звание контр-адмирала. В тот же день он был назначан на должность начальника тыловой службы и заместителя командующего Фольксмарине (Stellvertreter des Chefs und Chef Rückwärtige Dienste), которую занимал до 31 декабря] 1989 года. 1 марта 1986 года он стал вице-адмиралом. С 1 января по 18 апреля 1990 года Хофман служил в Министерстве Национальной обороны ГДР на одной из ключевых должностей — начальника тыловой службы и заместителя Министра Национальной обороны (Stellvertreter des Ministers and Chef Rückwärtige Dienste). С 18 апреля по 14 сентября 1990 года он занимал пост начальника безопасности в переходном Министерстве Разоружения и Обороны (Chef für Sicherstellung im MfAV). 30 сентября 1990 года был уволен в отставку.

## Избранные награды
- Орден За Заслуги перед Отечеством в серебре;
- Орден Шарнхорста

## Воинские звания
- Контр-адмирал — 1 марта 1975 года;
- Вице-адмирал — 1 марта 1986 года.